# Relaciones Nicaragua-Perú
Nicaragua y Perú establecieron relaciones diplomáticas en 1857. Los dos países tienen una historia compartida por ser parte del Imperio español. Ambos países son miembros de las Naciones Unidas (y su Grupo de los 77), la Comunidad de Estados Latinoamericanos y Caribeños, la Unión Latina, la Asociación de Academias de la Lengua Española, la Organización de Estados Americanos y la Organización de Estados Iberoamericanos

## Historia
Ambos estados formaron anteriormente parte del Imperio español y establecieron relaciones formalmente en 1857, durante la Guerra Filibustera.
Durante la Revolución de Nicaragua, el Pacto Andino, del que Perú es miembro, emitió un comunicado instando al presidente interino Francisco Urcuyo a permitir una transferencia pacífica del poder, rechazando su negativa a transferir el poder a la Junta de Reconstrucción Nacional.
En junio de 2009, Nicaragua concedió asilo político al activista por los derechos indígenas Alberto Pizango.Un mes después, el gobierno peruano protestó porque a Pizango se le permitía hacer declaraciones públicas contra el gobierno peruano, a pesar de que legalmente no se le permitía hacerlo.
Las negociaciones para un acuerdo de libre comercio entre ambos países se reanudaron en enero de 2021.A partir de 2023, aún no están concluidas.
Durante las elecciones generales peruanas de 2021, el presidente nicaragüense Daniel Ortega (así como su homólogo boliviano Luis Arce) felicitaron al candidato Pedro Castillo antes de la conclusión de las elecciones y del anuncio oficial de su ganador, lo que llevó al gobierno peruano a enviar una carta formal de protesta a sus homólogos nicaragüenses y bolivianos.Meses después, Perú fue uno de varios países que se pronunció públicamente en contra de las elecciones generales de Nicaragua de 2021, y los políticosy el Ministerio de Asuntos Exteriores afirmando que eran una farsa que "amenazaba la democracia" y el Ministerio de Asuntos Exteriores afirmando que eran una farsa que "amenazaba la democracia".
En 2022, Nicaragua llamó a sus embajadores en Colombia y Perú sin explicación oficial.

## Visitas de alto nivel

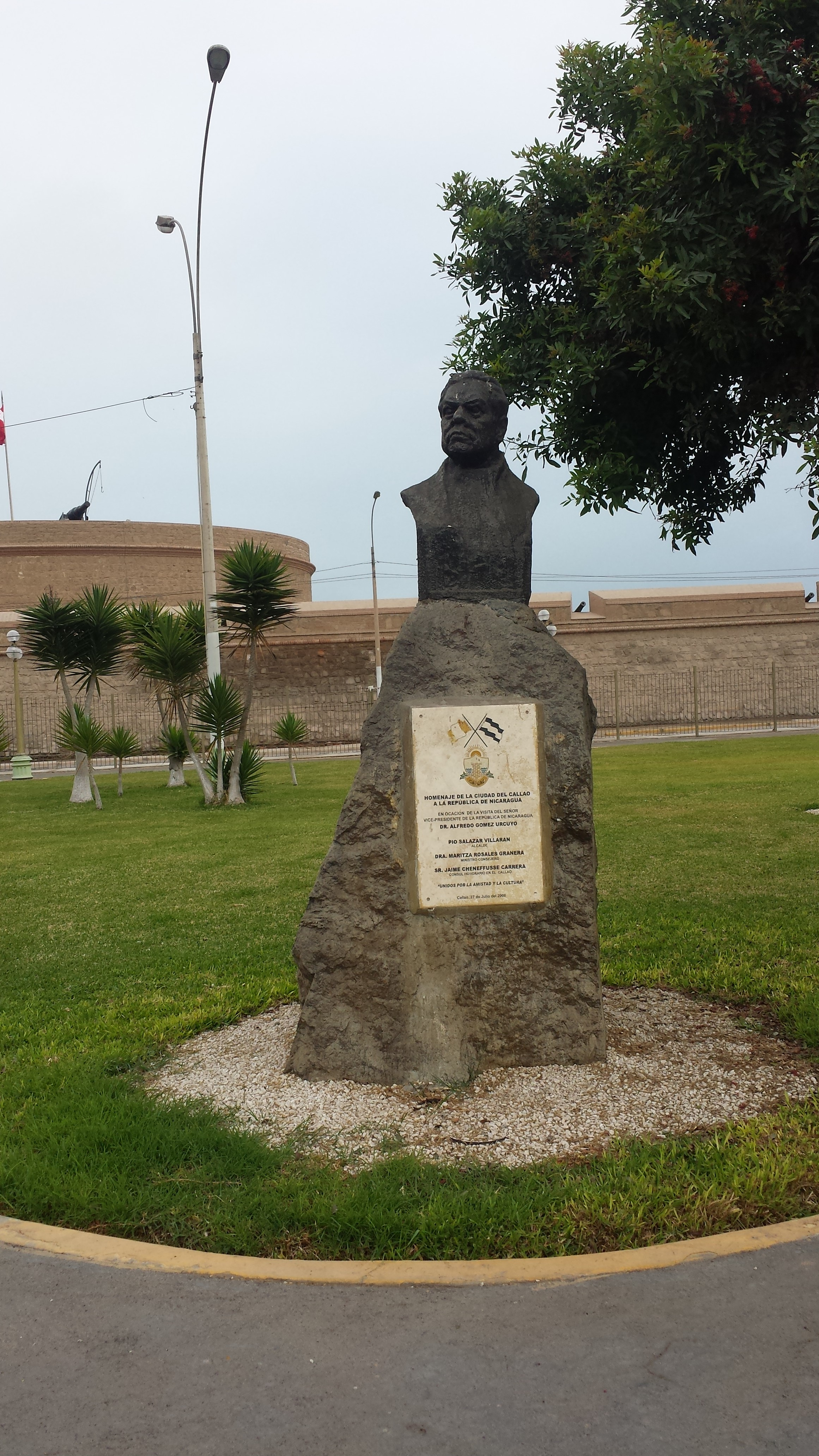
Busto y lápida conmemorativa con motivo de la visita del Vicepresidente de Nicaragua Alfredo Gómez Urcuyo al Callao, Perú en 2006.

Visitas de alto nivel de Nicaragua a Perú
- Presidente Daniel Ortega (2007[13] y 2008)

Visitas de alto nivel de Perú a Nicaragua
- Ministro de Relaciones Exteriores Manuel Rodríguez Cuadros (2004)[14]

## Diáspora
La capital peruana de Lima es el hogar de una comunidad de 200 personas, en su mayoría refugiados políticos. Un grupo fue invitado a la 52.ª Asamblea General de la Organización de los Estados Americanos, celebrada en el Centro de Convenciones de Lima en octubre de 2022.

## Misiones diplomáticas residentes
- Nicaragua tiene una embajada en Lima.
- Perú tiene una embajada en Managua.